# نومنسيا

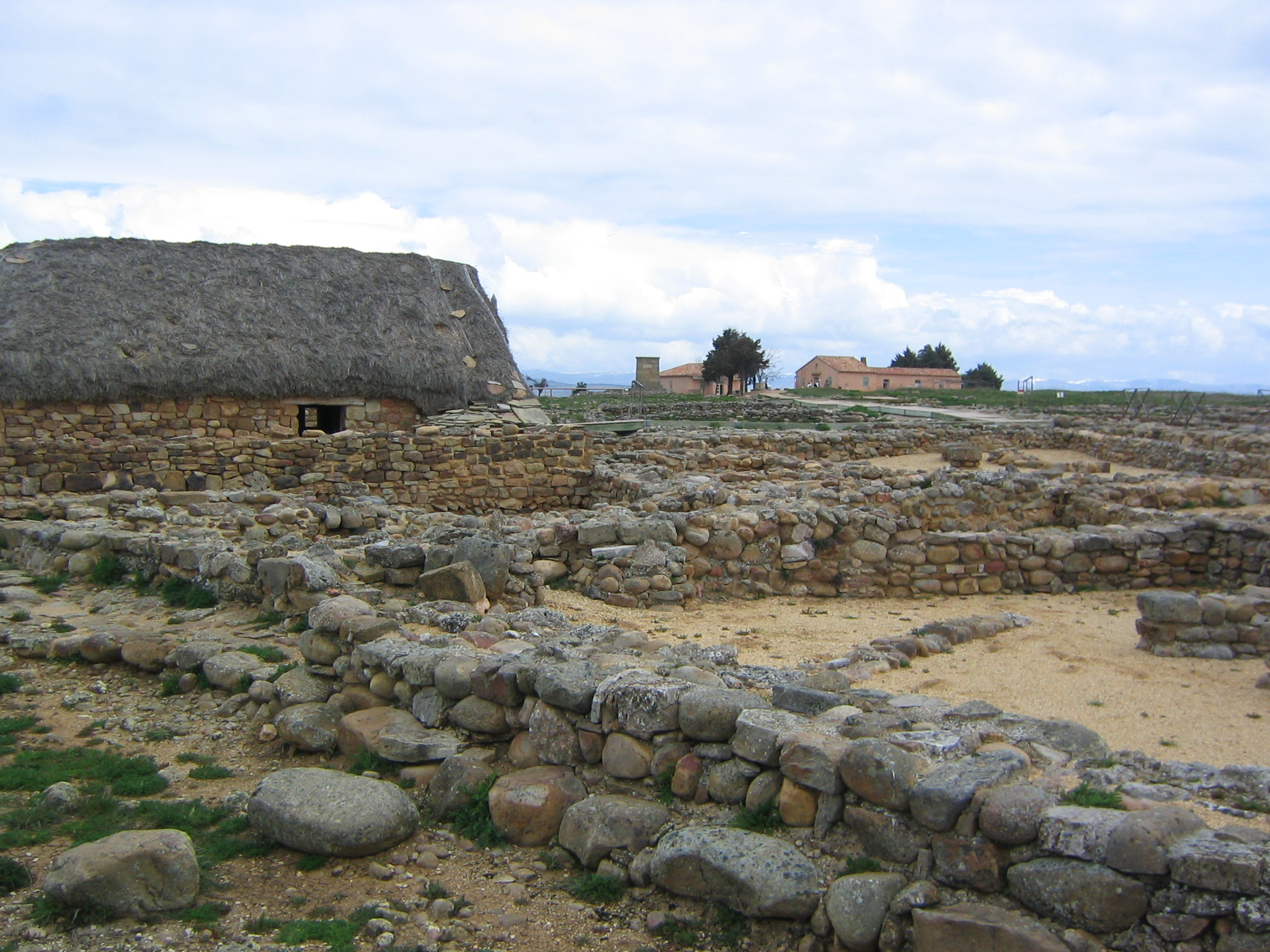
جزء من آثار مدينة نومنسيا

نُومَنْسِيَا (باللاتينية: نُومَنْسْيَا Numantia) مدينة تاريخية بشمال هسبانيا تقع على بعد 7 كليومتر من مدينة صوريا الحالية.
في عام 153 قبل الميلاد حدث أول أكبر نزاع لها مع روما .
تصدّت للغزو الروماني بين عامي 143 و133 ق.م.. في عام 153 قبل الميلاد حدث أول أكبر نزاع لها مع روما -بقبول دخول بعض الهاربين من قبيلة البايوس los bellos القادمين من مدينة سيخيدا Segeda (توجد اطلالها الآن ما بين مارا وبليمونت دى جراثيان). استطاع النومانسيون هزيمة جيش مكون من 30000 من الرجال -بأمر من كارو- بقيادة القنصل كوينتو فولفيو ولكن من المؤسف أن قائده كارو Caro لقى حتفه في المعركة. لم تخضع نومانسيا وشعبها إلى روما، تسببت نومانسيا في حوالي 20 عاما من الإذلال والهزيمة لإمبراطورية روما، إلى أن تمّ احتلالها وتدميرها عام 133 ق.م. بعد حصار طويل وشنيع.
بعد 20 عاما من الهجمات المستمرة للرومان في عام 133 ق. م. ،اعطى مجلس الشيوخ الروماني أفريكانوس اميليانو الصغرى سيبيون أمر بتدمير نومانسيا. بعد أن تأكد سكانها من أن لا مفر من الهزيمة، قاموا بإحراق المدينة وانتحروا جميعاً، نجا منهم 50 شخصاً، قام القائد الروماني كورنيليو الإفريقي بالسير بهم إلى روما للاحتفال بالنصر.